# .mt
.mt (Malta) é o código TLD (ccTLD) na Internet para a Malta.